# Brulange
Brulange – miejscowość i gmina we Francji, w regionie Grand Est, w departamencie Mozela.
Według danych na rok 1990 gminę zamieszkiwały 92 osoby, a gęstość zaludnienia wynosiła 16 osób/km² (wśród 2335 gmin Lotaryngii Brulange plasuje się na 953. miejscu pod względem liczby ludności, natomiast pod względem powierzchni na miejscu 942.).